# Bossier megye
Bossier megye az Amerikai Egyesült Államokban, azon belül Louisiana államban található. Megyeszékhelye Benton, legnagyobb városa Bossier City. Lakosainak száma 128 746 fő (2020. április 1.). Bossier megye Lafayette, Miller, Webster, Bienville, Red River és Caddo megyékkel határos.

## Népesség
A megye népességének változása:
| Lakosok száma | 117 590 | 120 061 | 123 074 | 123 823 | 125 175 | 128 746 |
|               | 2010    | 2011    | 2012    | 2013    | 2015    | 2020    |